# Waitangi Day

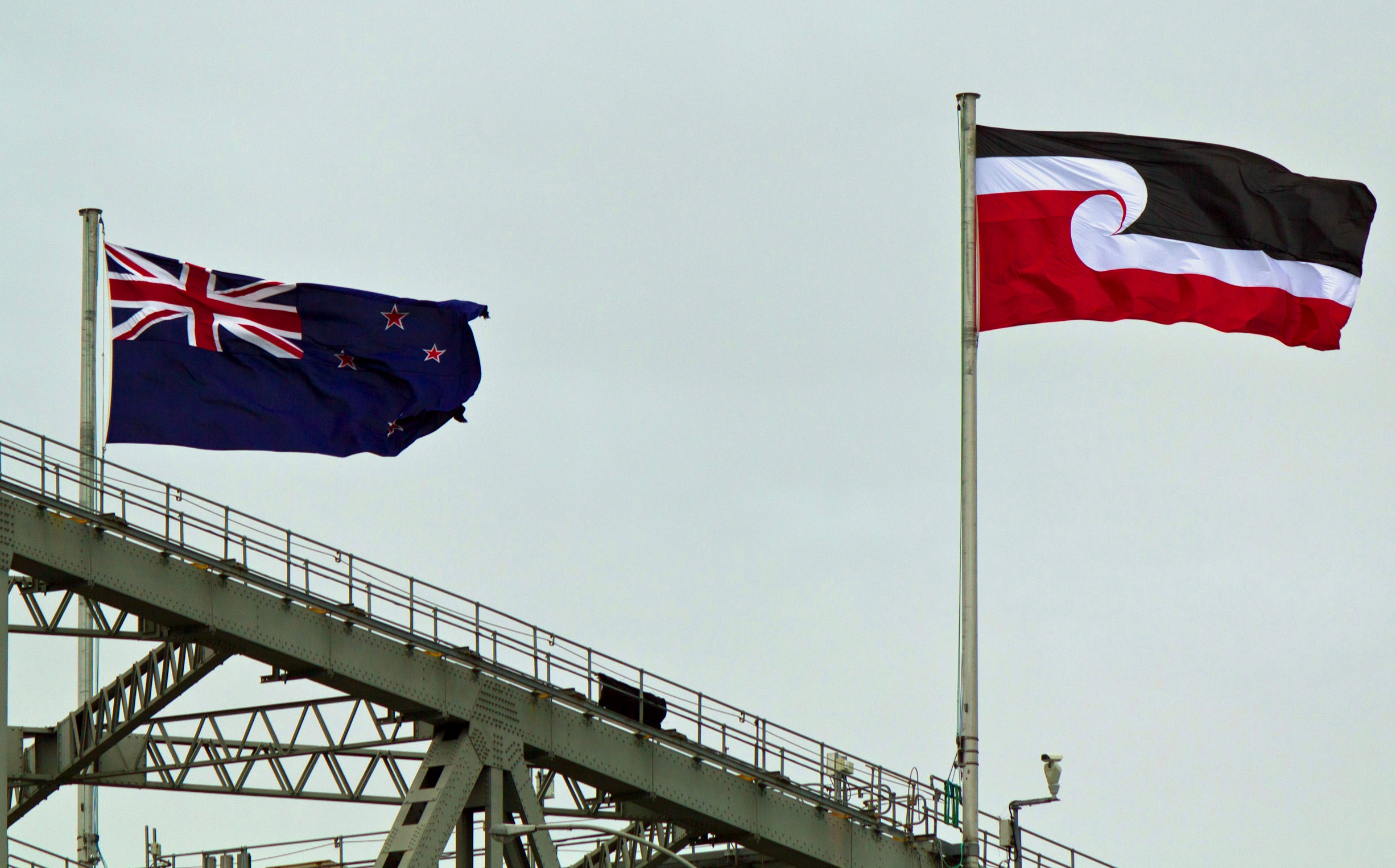
Beflaggung der Auckland Harbour Bridge am Waitangi Day

Der Waitangi Day (Maori Te Rā o Waitangi) ist ein Nationalfeiertag in Neuseeland. Er wird offiziell seit 1934 begangen und ist seit 1974 gesetzlicher Feiertag, der jedes Jahr am 6. Februar zelebriert wird, um die Unterzeichnung des Vertrages von Waitangi (Neuseelands Gründungsdokument) im Jahre 1840 zu feiern.

## Geschichte
Waitangi-Tag (Māori: Te Rā o Waitangi), der Nationalfeiertag Neuseelands, erinnert an die Erstunterzeichnung des Vertrags von Waitangi am 6. Februar 1840. Der Vertrag war eine Vereinbarung über die britische Souveränität zwischen Vertretern der Krone und indigenen Māori-Häuptlingen und gilt daher für viele als das Gründungsdokument der Nation.
Der Waitangi-Tag wurde erstmals 1934 gefeiert und wurde 1974 zu einem landesweiten Feiertag erklärt. Der Gedenktag wird jedes Jahr am 6. Februar begangen; fällt dieses Datum auf einen Samstag oder Sonntag, wird der Feiertag am darauffolgenden Montag nachgeholt.
Zeremonien finden in Waitangi und anderswo statt, um an die Unterzeichnung des Vertrags zu erinnern. Es gibt vielfältige Veranstaltungen, darunter Feiern, hui (Māori-Zusammenkünfte), Reflexionen über die neuseeländische Geschichte, offizielle Auszeichnungen und Einbürgerungsfeiern. Die Gedenkveranstaltung ist auch ein häufiger Schauplatz von Protesten durch Māori-Aktivisten und gelegentlich Gegenstand von Kontroversen.

### Geschichte
Der Vertrag von Waitangi (Te Tiriti o Waitangi) wurde erstmals am 6. Februar 1840 auf dem Gelände von James Busbys Haus — heute bekannt als Treaty House — in Waitangi in der Bay of Islands unterzeichnet. Der Vertrag wurde von Vertretern der britischen Krone und zunächst von etwa 45 Māori-Häuptlingen unterschrieben. In den folgenden sieben Monaten wurden Kopien des Vertrags durch ganz Neuseeland gebracht, sodass schließlich etwa 540 Häuptlingeunterzeichneten. Die Unterzeichnung führte zur Sicherung der britischen Souveränität über Neuseeland, die am 21. Mai 1840 offiziell verkündet wurde.

### Frühere Feierlichkeiten
Vor 1934 wurde die Gründung Neuseelands meist am 29. Januar gefeiert, dem Tag, an dem William Hobson in der Bay of Islands eintraf. Für die Briten war seine Proklamation wichtiger als der Vertrag selbst.
1932 kauften Generalgouverneur Lord Bledisloe und seine Frau das heruntergekommene Haus von James Busby und schenkten es dem Staat. Sie spendeten £500 für die Restaurierung. Das Treaty House und seine Umgebung wurden am 6. Februar 1934 offiziell als öffentliche Gedenkstätte gewidmet – dies gilt als der erste Waitangi-Tag.
1940 fand eine große Feier zum 100. Jubiläum statt, die zur stärkeren öffentlichen Wahrnehmung des Vertrags beitrug.

### Jährliche Gedenkveranstaltungen
Ab 1947 wurden jährliche Gedenkfeiern in Waitangi abgehalten – zunächst von der Marine mit Fokus auf eine Fahnenmast-Zeremonie. Ab 1948 wurden Māori-Sprecher integriert, ab 1952 nahm der Generalgouverneur teil, ab 1958 auch der Premierminister (jedoch nicht jährlich). Kulturelle Darbietungen der Māori, darunter heute meist ein pōwhiri(Zeremonielle Begrüßung), gehören seither zu den Zeremonien.

### Vorschlag als Feiertag
Die Labour-Partei versprach 1957, den Tag zum Feiertag zu machen, aber die Wirtschaftslage ließ es zunächst nicht zu. Das Waitangi Day Act 1960 erlaubte einzelnen Regionen, ihren regionalen Feiertag auf Waitangi Day zu verlegen.
1963 wurde der Feiertag in Northland auf den 6. Februar verlegt.

### Übergang zum nationalen Feiertag
1971 brachte der Labour-Politiker Matiu Rata einen Gesetzesentwurf ein, um den Tag in „New Zealand Day“umzubenennen. 1973 wurde dieser von der Regierung unter Premierminister Norman Kirk verabschiedet. 1974 wurde der Tag erstmals landesweit als „New Zealand Day“ begangen.
1975 benannte die neue National-Regierung unter Robert Muldoon den Tag wieder in Waitangi Day um. 2013 wurde der Feiertag „mondayisiert“ – fällt der 6. Februar auf ein Wochenende, wird am Montag danach freigegeben.

### Gedenkfeiern

#### In Waitangi
Die Gedenkfeiern beginnen oft einige Tage vorher mit einem pōwhiri in der Te Tii Waitangi Marae. Politiker sprechen dort – allerdings wird ihnen gelegentlich das Rederecht entzogen (z. B. Helen Clark 1999, John Key 2016).
Seit 2018 findet die offizielle Begrüßung im Te Whare Rūnanga auf dem Treaty-Gelände statt. Premierministerin Jacinda Ardern war 2018 die erste PM seit drei Jahren, die wieder teilnahm. Sie sagte, man solle ihre Regierung an ihren Versprechen messen lassen.
Am 6. Februar beginnt der Tag mit einem Gottesdienst bei Sonnenaufgang, danach folgt ein öffentliches Frühstück mit den Ministern. Über den Tag verteilt gibt es kulturelle Darbietungen, Vorführungen von waka (Māori-Kanus) und andere Festlichkeiten.

#### Im restlichen Neuseeland
Einige Marae öffnen ihre Türen für die Öffentlichkeit. Feierlichkeiten sind meist bescheiden: keine Paraden, keine Feuerwerke. Städte wie Wellington und Hamilton veranstalten Konzerte, Filme, Kulturprogramme und Ausstellungen, z. B. mit dem Originalvertrag.
Die Generalgouverneurin lädt zum Empfang in Wellington, in Auckland finden Einbürgerungszeremonien statt. Viele Neuseeländer verbringen den Tag am Strand.
Seit 2014 vergibt die Neuseeländische Autorenvereinigung am Waitangi Day ihre Literaturpreise.

### Im Ausland

#### Australien
In Kingston (Queensland) und Sydney finden jährliche Māori-Kulturfeste statt. In Sydney wurde 2015 erstmals ein offizieller Gedenkanlass veranstaltet.

#### Vereinigtes Königreich
In London wird der Tag mit einem Ball der neuseeländischen Gesellschaft gefeiert. Ein kirchlicher Gedenkgottesdienst wird ebenfalls abgehalten. Viele Pākehā (Nicht-Māori) nehmen an einem Pub-Crawl teil, was teils für Empörung sorgt, besonders wenn der Haka respektlos imitiert wird.

#### Weltweit
Neuseeländische Botschaften und Konsulate begehen den Tag weltweit. 2007 ließ Air New Zealand ein Riesen-Farnsymbol am Strand von Santa Monica in Kalifornien in den Sand zeichnen.

### Kontroversen und Proteste
Bereits 1971 begannen Proteste gegen Vertragsverletzungen. 1972 kam es zu einem Walkout der Māori, woraufhin der Generalgouverneur erklärte, er glaube nicht an Rassismus in Neuseeland – ein Zeichen gegenseitigen Unverständnisses.
In den 1980er Jahren wurde der Vertrag von Aktivisten als Betrug bezeichnet, durch den den Māori Land genommen wurde. 1984 marschierten über 2000 Menschen nach Waitangi.
1990 warf eine junge Māori-Frau ein nasses T-Shirt auf Königin Elizabeth II. 1995 fiel die Zeremonie wegen Sicherheitsbedenken aus.
Einige, wie Paul Holmes, wollten den Tag durch den ANZAC Day ersetzen. Andere forderten, den Namen wieder in „New Zealand Day“ zu ändern.

### Aktueller Aktivismus
Protestthemen umfassen Vertragsverletzungen, Ungleichheit, Gefängnisraten und Forderungen nach verfassungsmäßiger Verankerung des Vertrags.
2004 wurde die Māori-Nationalflagge über anderen gehisst. Premierministerin Helen Clark verzichtete 2000 auf die Teilnahme.
2004 wurde Oppositionsführer Don Brash mit Schlamm beworfen. 2009 wurde Premier John Key beim Betreten der Marae gestoßen, die Täter wurden zu Sozialstunden verurteilt.
2016 warf eine Krankenschwester ein Gummidildo auf Minister Steven Joyce aus Protest gegen das TPPA-Abkommen.

2018 wurde Jacinda Ardern herzlich empfangen – sie war die erste Frau, die auf der Marae sprechen durfte. Ngāpuhi bot an, die Plazenta ihres Kindes im Treaty-Gelände zu beerdigen. Ardern erklärte:
„Eines Tages möchte ich meinem Kind sagen können, dass ich mir das Recht verdient habe, hier zu stehen – und nur ihr könnt mir sagen, wann ich das erreicht habe.“